# 27158 Benedetti-Rossi
27158 Benedetti-Rossi è un asteroide della fascia principale. Scoperto nel 1998, presenta un'orbita caratterizzata da un semiasse maggiore pari a 2,9871141 au e da un'eccentricità di 0,0543501, inclinata di 11,33988° rispetto all'eclittica.